# 西安交通大学博物馆
西安交通大学博物馆（英語：Xi'an Jiaotong University Museum）是一座位于西安交通大学的博物馆，馆长是锺明善。

## 历史
2004年9月20日开始筹建，2013年4月8日正式建成开馆，位于西安交通大学兴庆校区陕西省西安市咸宁西路28号。建筑面积6,800平米，展厅面积4,500平米，馆藏文物4,900余件。包括历代艺术文物馆、碑石书法馆、西部农民画馆、邢良坤陶瓷艺术馆、陕西秦腔博物馆和书画展厅共五馆一厅。

## 营业时间
- 周一至周六：上午九点至十二点，下午一点至五点
- 周日闭馆